# Reinhard Kobialka
Reinhard Kobialka (* 10. Dezember 1959) ist ein deutscher Tonmeister, der zunächst als Jazzmusiker am Schlagzeug bekannt wurde.

## Wirken
Kobialka studierte an der Hochschule für Musik und Tanz Köln Jazzschlagzeug und machte dort 1988 sein Diplom. Schon seit Mitte der 1980er Jahre war er regelmäßig als Tontechniker tätig. Bereits während des Studiums bildete er mit Dieter Manderscheid und Georg Ruby das Trio Dioko, das 1985 sein Album Potosí bei JazzHausMusik veröffentlichte, dem 1987 als Co-Produktion mit dem WDR die LP Helix folgte. Weiterhin war er als Schlagzeuger in der Gruppe Heinz und dem Pata Trio um Norbert Stein mit (Lucy und der Ball, 1988) tätig. Mit einem Stipendium des Deutschen Akademischen Austauschdienstes vertiefte er seine Studien 1990/91 in New York City an der New School.
Nach seiner Rückkehr suchte er nach einer Location in Köln, um die beiden Tätigkeitsfelder miteinander zu verknüpfen. Als Schlagzeuger arbeitete er noch mit Wollie Kaiser. Er baute eine alte Halle in Köln zum Tonstudio um, das er 1995 eröffnete und als Tonmeister betrieb. Seitdem entstanden in seinen Topaz Studios mehr als 700 Aufnahmen, von Jazz über Funk und Soul bis hin zum Singer-Songwriter-Genre und zur Kammermusik.
Kobialka hat weiterhin einen Lehrauftrag für Tontechnik an der Musikhochschule Köln.

## Diskographische Hinweise
- Dioko: Helix (JazzHausMusik 1987, mit Dieter Manderscheid, Georg Ruby)
- Heinz: Der Spion (JazzHausMusik 1987, mit Joachim Gellert, Albrecht Maurer, Kim Jovy, Raimund Kroboth, Ralf Dietze)
- Norbert Stein Pata Orchester: Die 5 Tage (JazzHausMusik 1987, mit Reiner Winterschladen, Thomas Heberer, Achim Fink, Joachim Gellert, Wollie Kaiser, Michael Heupel, Gerhard Veeck, Hennes Hehn, Martin Kastenholz, Georg Ruby, Ulla Oster, Fritz Wittek)
- Norbert Stein Pata Orchester: Die wilden Pferde der armen Leute (JazzHausMusik 1990, mit Thomas Heberer, Joachim Gellert, Achim Fink, Andreas Gilgenberg, Hennes Hehn, Albrecht Maurer)
- Wollie Kaiser Timeghost: Post Art Core (JazzHausMusil 1995, mit Stefan Lottermann, Ulla Oster)

## Hörspiele
- 2004: Hannes Lindemann: Ich musste zum Wassertropfen werden. Mit dem Faltboot über den Atlantik (Sprecher) – Bearbeitung, Komposition und Regie: Georg Roloff (Hörspielbearbeitung, Kinderhörspiel, Dokumentarhörspiel – WDR)[3]